# Avram Hershko

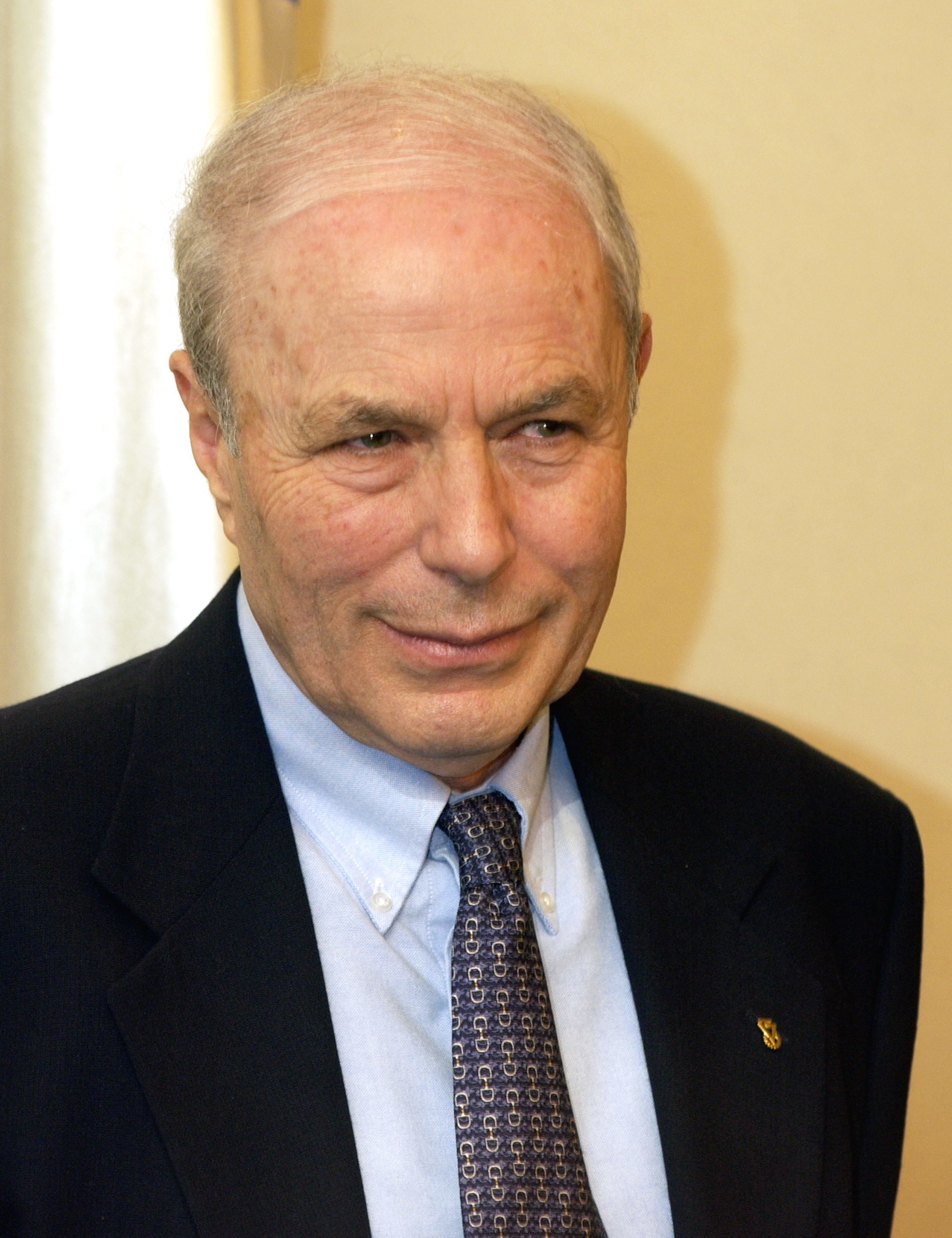
Avram Hershko (1994)

Avram Hershko (hebräisch אברהם הרשקו; * 31. Dezember 1937 als Ferenc Herskó in Karcag, Ungarn) ist ein vielfach ausgezeichneter israelischer Biochemiker und Chemienobelpreisträger ungarisch-jüdischer Herkunft. Im Jahr 2004 erhielt er den Nobelpreis für Chemie.
Hershko und seine Familie überlebten den Holocaust. Seine Großeltern mütterlicherseits verschwanden in dem Holocaust zusammen mit ca. 360.000 ungarischen Juden.
Hershko emigrierte 1950 aus Ungarn nach Israel. Im Jahr 1969 erhielt er an der Hadassah Medical School der Hebräischen Universität Jerusalem seinen Doktorgrad. Derzeit ist er Professor am Rappaport Family Institute for Research in Medical Sciences am Technion (Israel Institute of Technology) in Haifa, Israel.
Ende der 1970er und Anfang der 1980er Jahre klärte er mit seinem Doktoranden Aaron Ciechanover und Irwin Rose den Mechanismus des Abbaus überflüssiger Proteine in Zellen. Diese werden mit Ubiquitin markiert und  in den Proteasomen zerlegt.
Er erhielt u. a. 1994 den Israel-Preis, 1998 die Schleiden-Medaille, 1999 einen Gairdner Foundation International Award, 2000 den Albert Lasker Award for Basic Medical Research und den Alfred P. Sloan, Jr. Prize, 2001 den Massry-Preis und den Louisa-Gross-Horwitz-Preis, 2002 die E. B. Wilson Medal sowie 2004 den Nobelpreis für Chemie für die Entdeckung der Ubiquitin-gesteuerten Protein-Degeneration, zusammen mit Aaron Ciechanover und Irwin Rose. Im Jahr 2000 wurde er zum Mitglied der Israelischen Akademie der Wissenschaften gewählt. Seit 2003 ist er Mitglied der National Academy of Sciences, seit 2005 der American Philosophical Society und seit 2007 der American Academy of Arts and Sciences.
Seit 1993 ist er Mitglied der European Molecular Biology Organization.